# Rue Raoul-Berton
La rue Raoul-Berton est une voie de communication de Bagnolet, en Seine-Saint-Denis.

## Situation et accès

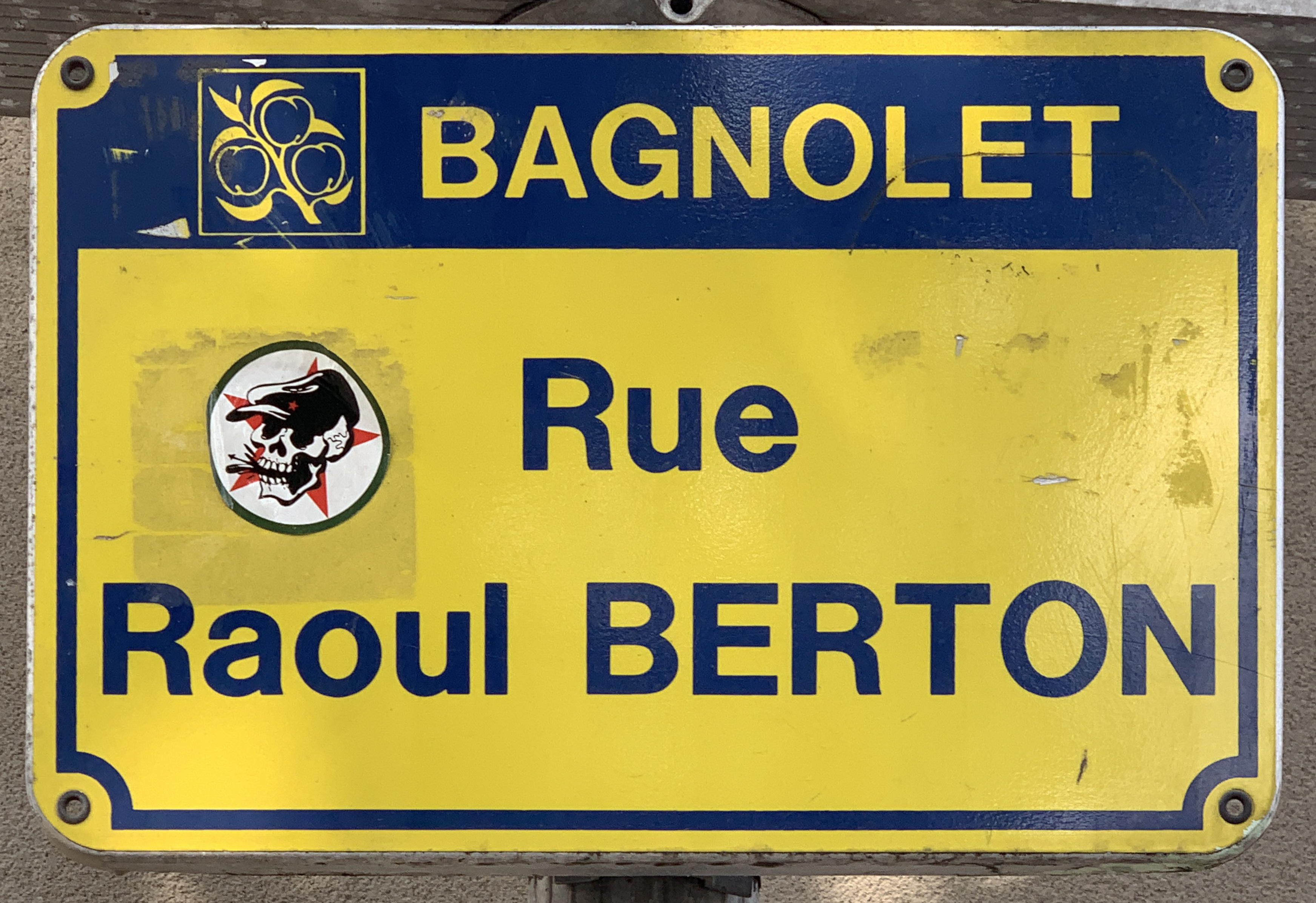
Plaque Rue Raoul-Berton, 2021.

Cette rue orientée du nord-ouest au sud-est commence au croisement de la rue Rue Charles-Graindorge et de la rue Paul-Vaillant-Couturier et se termine face à la place Nelson-Mandela. Elle est accessible par la station de métro Gallieni sur la ligne 3 du métro de Paris.

## Origine du nom

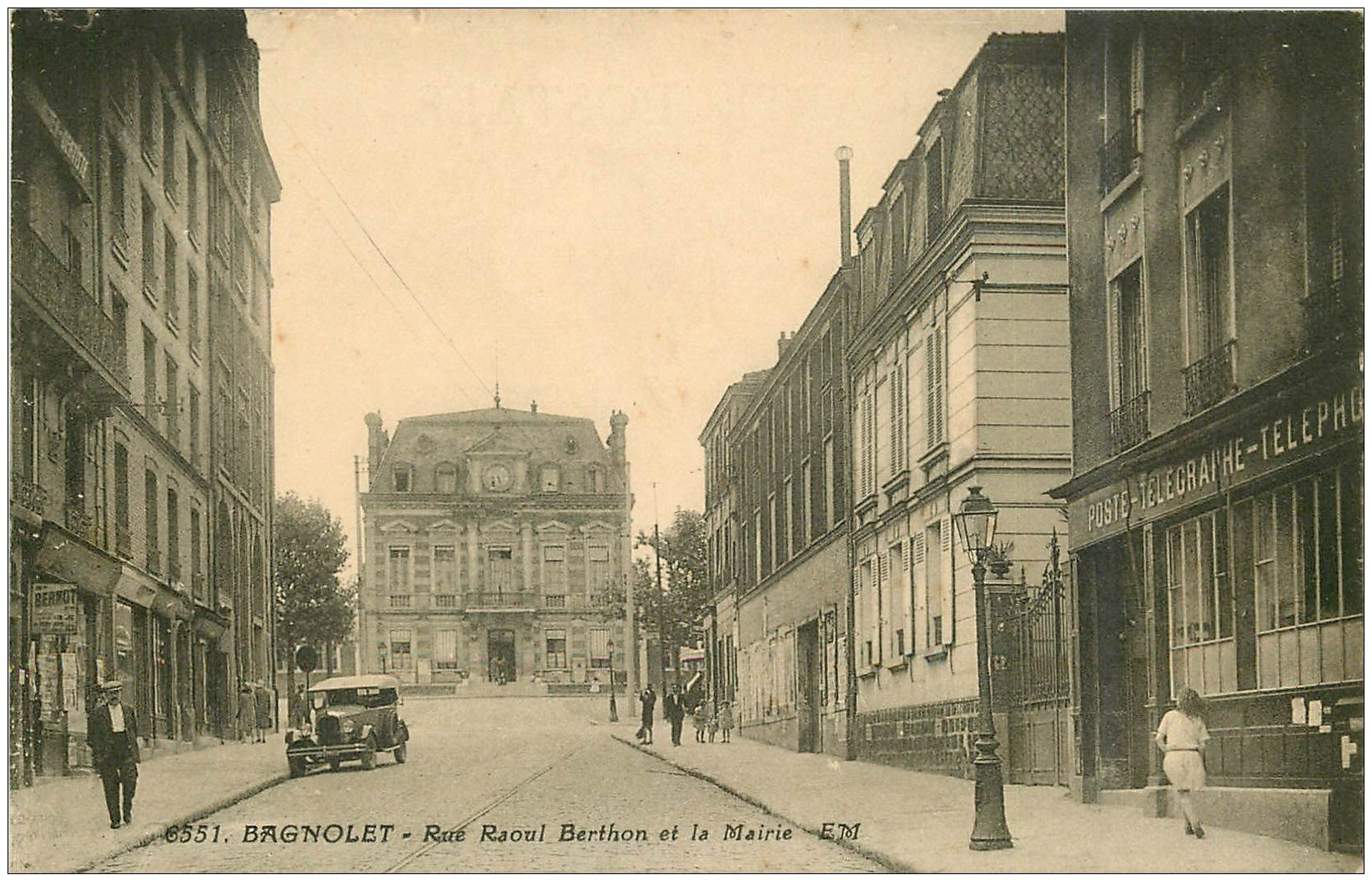
La rue Raoul-Berton et la mairie.

Elle porte le nom de Raoul Berton (1871-1920), premier maire socialiste de la ville, enterré au cimetière Pasteur.

## Historique

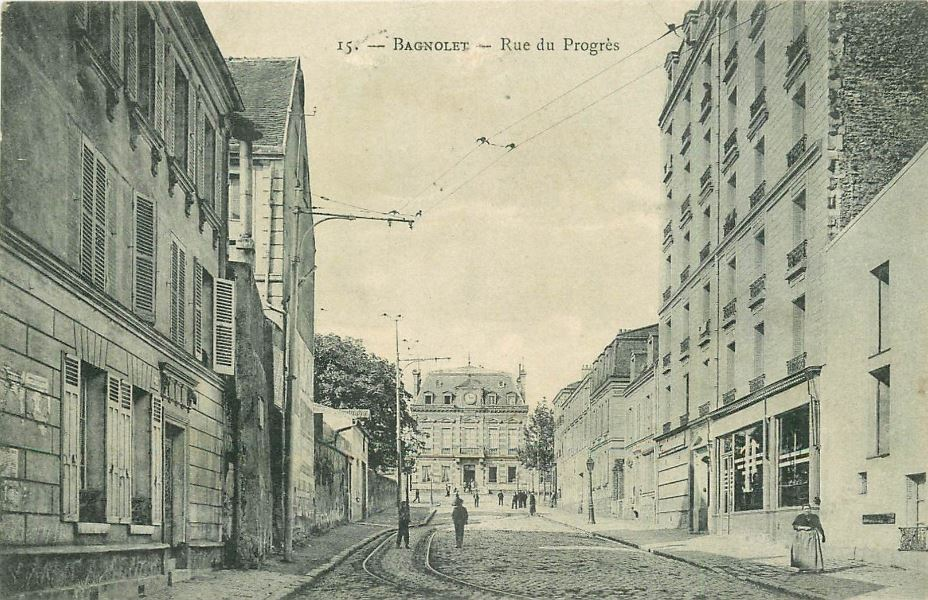
La rue du Progrès en 1906.

Cette rue présente des alignements de maisons de ferme et de maisons de bourg traditionnelles.

## Bâtiments remarquables et lieux de mémoire
- Hôtel de ville de Bagnolet, construit en 1881.
- Au no 5, ancien emplacement d'un bureau de poste, équipé dès 1902 du télégraphe et du téléphone.
- Au no 6, un immeuble du début du XXe siècle[4].
- Au no 12, une maison datant de 1875, inscrite à l'inventaire général du patrimoine culturel[5].
- Emplacement de l'ancienne poste de la commune[6].